# Mel·lífer d'Eichhorn
El mel·lífer d'Eichhorn (Myzomela eichhorni) és un ocell de la família dels melifàgids (Meliphagidae).

## Hàbitat i distribució
Habita els boscos de les illes Salomó, a Vella Lavella i Ganongga cap al sud fins Kulambangra, Nova Geòrgia, Rendova i Vangunu.